# Оханск
Оханск (рус. Оханск) град је у Русији у Пермском крају.

## Становништво
| 1959. | 1970. | 1979. | 1989. | 2002. | 2010. |
| ----- | ----- | ----- | ----- | ----- | ----- |
| 7.984 | 7.478 | 7.129 | 8.414 | 7.994 | 7.250 |